# 드웰프
드웰프는 털이 없고 다리가 짧고 귀가 곱슬곱슬한 고양이 품종이다. 스핑크스와 아메리칸 컬, 먼치킨에서 파생되었다. 이 품종은 미국에서 기원했으며, 엘프와 먼치킨을 교배하여 탄생하였다. 현재 드웰프 고양이 협회에서 인정받고 있다.
드웰프는 털이 없기 때문에 가급적 목욕을 피하는 것이 좋다. 스핑크스와 코나 귀 등을 항상 청결하게 유지해야 한다. 주변의 온도를 잘 맞추어 체온을 유지하여 면역력이 떨어지지 않도록 해야 한다.

## 같이 보기
- 엘프